# Bianconeri - Juventus Story
Bianconeri - Juventus Story (Black and White Stripes: The Juventus Story) è un film documentario indipendente del 2016 diretto da Marco e Mauro La Villa.
Il film ripercorre la storia che ha dato origine al sodalizio imprenditoriale più antico e duraturo dello sport italiano e che lega, fin dal 1923, la società calcistica Juventus Football Club di Torino alla famiglia Agnelli.
La voce narrante del film, in lingua originale, è dell'attore vincitore del Premio Oscar F. Murray Abraham mentre, nella versione in lingua  italiana, è di Giancarlo Giannini.

## Trama
(Marco e Mauro La Villa)
Prendendo spunto da una frase dello storico patron della Juventus, Gianni Agnelli, su quale squadra, tra le cosiddette «tre grandi» del calcio italiano, fosse arrivata per prima a cucirsi sulla maglia la prossima stella — «La vera gara tra noi e le milanesi [l'Inter e il Milan, ndr] sarà tra chi arriverà prima: noi a mettere la terza stella, loro la seconda» —, il documentario ripercorre trent'anni di storia bianconera, dagli anni 1980 agli anni 2010.
Nella prima parte, viene analizzata la stagione 1981-82, dove la Juventus conquista lo «scudetto della seconda stella» grazie alla vittoria al fotofinish per merito del nazionale irlandese Liam Brady. Viene poi narrata l'ascesa dei bianconeri ai vertici del calcio internazionale durante gli anni 1980, 1990 e 2000, fino alla retrocessione d'ufficio nel campionato cadetto in seguito ai verdetti della giustizia sportiva riguardanti lo scandalo del calcio italiano del 2006. 

Liam Brady trasforma sul campo del il rigore che, a un quarto d'ora dal termine del campionato 1981-82, valse ai bianconeri il ventesimo scudetto: da qui parte il racconto di Bianconeri. Juventus Story.

Nella seconda parte, invece, viene analizzato il ritorno in Serie A e l'ulteriore rinascita e modernizzazione del club a livello sportivo-finanziario. Viene spiegato come questo cambiamento sia avvenuto per merito della nuova generazione della famiglia Agnelli che dopo la morte dell'Avvocato e del fratello Umberto, ex presidenti della Juventus e della FIAT, ha preso in mano la gestione della società riportandola ai fasti del passato. Viene anche spiegato come nel suo nuovo corso la Juventus abbia saputo conseguire nuove e importanti vittorie come quella del trentesimo titolo nazionale, simboleggiata con la terza stella, o quella della stagione 2015-16, grazie alla quale la squadra ha centrato per la prima volta la cosiddetta tripletta tricolore.
Nel corso del documentario vengono inoltre ripercorsi episodi non strettamente sportivi ma legati comunque alla squadra come, ad esempio, la visita alla Casa Bianca nell'agosto 1983 durante una tournée estiva in Nordamerica. Vengono anche riproposte le vicende socio-culturali che si sono svolte in Italia e soprattutto a Torino in quegli anni, e che di conseguenza hanno coinvolto la famiglia Agnelli e la Juventus.
Mediante alcune interviste prendono parte al racconto: Ginevra, John e Lapo Elkann, il presidente della Juventus Andrea Agnelli, alcuni allenatori bianconeri come Giovanni Trapattoni, Marcello Lippi e Antonio Conte, giocatori come Alessandro Del Piero, Gianluca Pessotto, Gianluigi Buffon, Andrea Pirlo e Arturo Vidal, i vincitori del Pallone d'oro Pavel Nedvěd e Michel Platini ma anche personalità istituzionali come l'ex segretario di stato degli Stati Uniti e Premio Nobel per la pace Henry Kissinger.

## Distribuzione
Realizzato dai cineasti newyorkesi Marco e Mauro La Villa, e prodotto, tra gli altri, dallo sceneggiatore statunitense David Franzoni, il film è stato presentato in anteprima mondiale il 30 settembre 2016 allo Juventus Stadium di Torino. È stato distribuito in Italia da Nexo Digital e Good Films in collaborazione coi media partner Radio Deejay, Corriere dello Sport – Stadio, Tuttosport e adidas in oltre trecento sale cinematografiche nazionali il 10, l'11 e il 12 ottobre del citato anno.

## Promozione
In occasione del 30º Sundance Film Festival, i registi organizzarono l'esibizione fotografica The Art of Black and White Stripes: Photography Edition, con in mostra 450 immagini inedite inerenti alla produzione del docufilm, presentata a Park City, Utah, il 18 gennaio 2014. Alla stessa maniera, durante la cosiddetta «stagione dei Premi Oscar», fu presentato un dibattito al Chateau Marmont sulla computer grafica tridimensionale usata sullo schermo, mentre un evento svolto nel sobborgo newyorchese di TriBeCa offrì un maggior approfondimento sulla colonna sonora curata da Ennio Morricone. Inoltre, una prima versione del documentario fu presentata in anteprima nel luglio 2015 a New York, durante la settima edizione del Kicking + Screening Soccer Film Festival, mentre in precedenza estratti di lavorazione erano stati mostrati in Brasile, nel festival dedicato al calcio realizzato in occasione del campionato del mondo 2014.
La promozione su internet è stata curata, principalmente, da un sito web interamente dedicato al docufilm, dove sono stati inseriti tutti i trailer ufficiali dedicati all'evento oltre al calendario completo della programmazione nei cinema italiani.

## Accoglienza
Il film ha riscosso un grande successo al cinema incassando, nei soli tre giorni di programmazione infrasettimanale (lunedì, martedi e mercoledì), circa 944 000 euro con un numero di presenze pari a 93 500 spettatori; grazie a questi numeri ha stabilito un record per gli eventi speciali da 3 giorni.

## Altri media
Contemporaneamente all'uscita del documentario, il 6 ottobre 2016 è stato pubblicato un libro omonimo di 352 pagine, scritto dai fratelli La Villa e pubblicato dalla casa editrice Rizzoli. L'opera ripercorre l'intera storia del club e presenta anche ulteriori aneddoti legati al documentario, oltreché materiale inedito proveniente dagli archivi privati della società bianconera.